# Gonocephalus semperi
Gonocephalus semperi är en ödleart som beskrevs av  Peters 1867. Gonocephalus semperi ingår i släktet Gonocephalus och familjen agamer. IUCN kategoriserar arten globalt som otillräckligt studerad. Inga underarter finns listade i Catalogue of Life.